# 1-й Ирининский переулок
Пе́рвый Ири́нинский переу́лок — улица в Москве в Басманном районе между Бакунинской и Большой Почтовой улицами.

## Происхождение названия
Ирининские переулки получили свои названия в XIX веке по прилеганию к Ирининской улице (ныне улица Фридриха Энгельса), названной так по приделу Святой великомученицы Ирины церкви Святой Троицы, что в Покровском. 1-й Ирининский переулок до 1990 года был 4-м Ирининским.

## Описание
1-й Ирининский переулок начинается от Бакунинской улицы напротив Балакиревского переулка, проходит на юго-восток, пересекает улицу Фридриха Энгельса и заканчивается на Большой Почтовой. Домов по переулку не числится.